# فی فی اوهارا
فی فی اوهارا (به انگلیسی: Phi Phi O'Hara) (زاده ۱۰ اکتبر ۱۹۸۵) زن‌پوش، موسیقی‌دان، بازیگر آمریکایی است.